# پلاستیزول

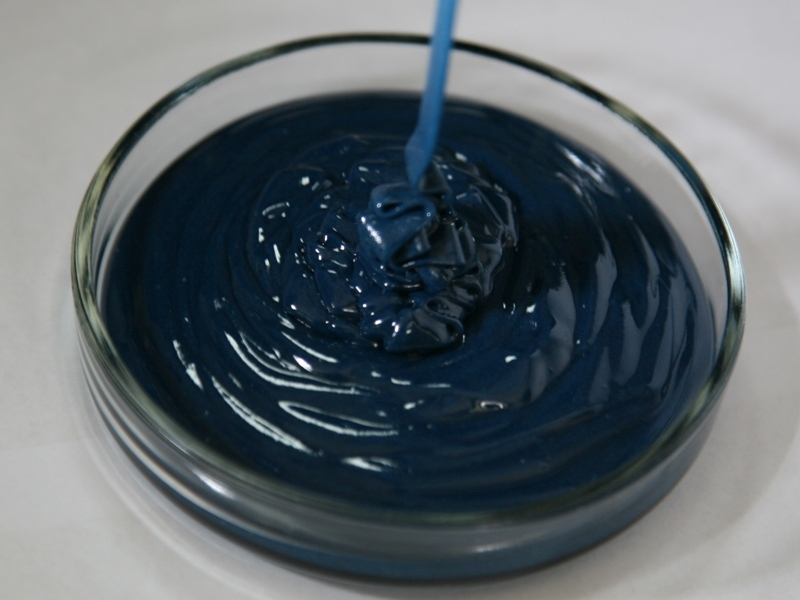
پلاستیزول

پلاستیزول یک سوسپانسیون از پلی وینیل کلراید (PVC) یا دیگر ذرات پلیمر در یک روان‌کننده مایع است. به شکل مایع، جریان پیدا کرده و می‌تواند داخل یک قالب گرم‌شده ریخته شود. اسباب‌بازی سازان Mattel Toymakers برای سال‌ها در ساخت اسباب‌بازی‌هایی مانند باربی و Chatty toys در دهه‌های ۶۰ و ۷۰ میلادی از پلاستیزول استفاده می‌کردند.
هنگامی که تا حدود ۱۷۷ درجه سانتیگراد گرم شود؛ ذرات پلاستیکی حل شده و مخلوط به یک ژل با گران‌روی بالا تبدیل می‌شود که دیگر نمی‌توان آن را در قالب ریخت. اگر تا زیر ۶۰ درجه سانتیگراد سرد شود، یک محصول جامد انعطاف‌پذیر و برای همیشه پلاستیک شده، حاصل می‌شود.
جدا از قالب‌گیری، پلاستیزول معمولاً به عنوان جوهر نساجی برای چاپ سیلک و به عنوان پوشش، به‌ویژه در کاربردهای بیرون از سازه مانند سقف و مبلمان و لایه‌نشانی غوطه‌وری استفاده می‌شود.

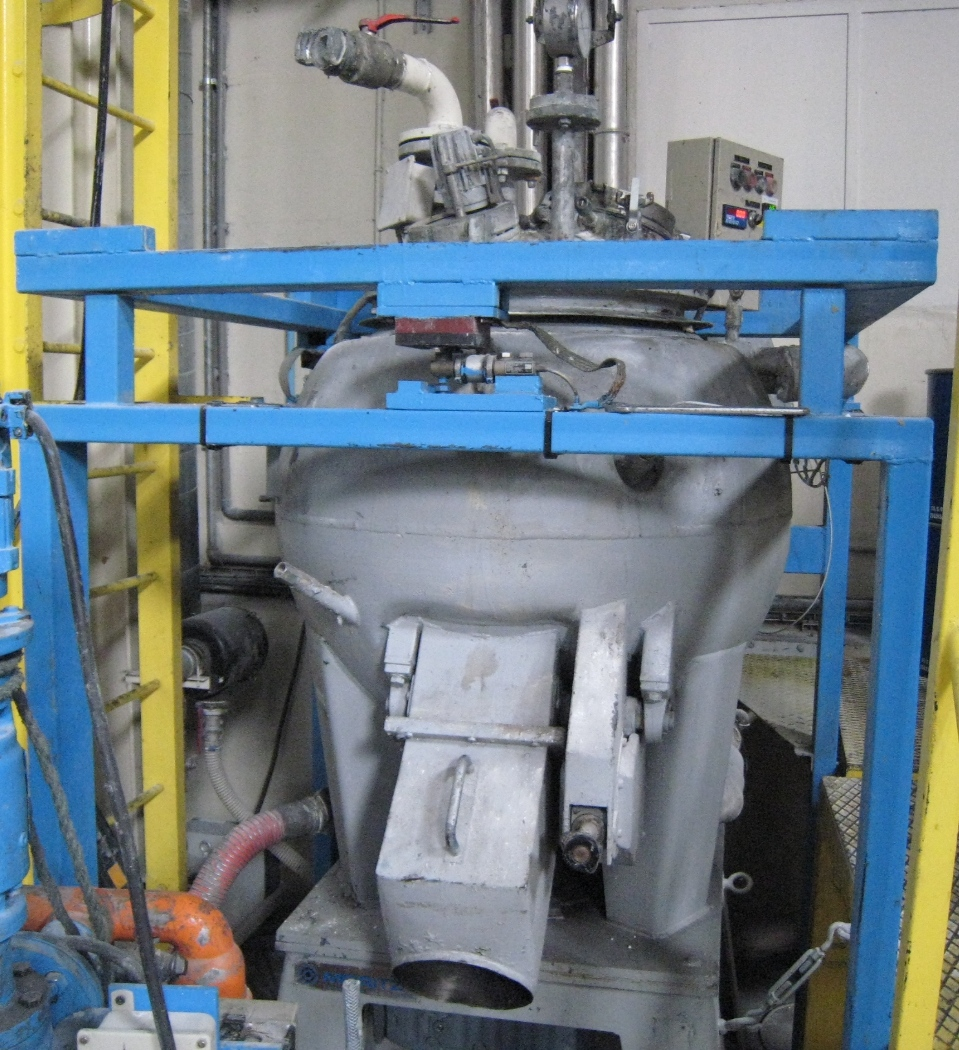
پیلوت تربوسفیر(۲۰۰ لیتر) مجهز به سیستم خنک‌کننده آبی برای تولید پلاستیزول

## کاربردها

### جوهر نساجی
از پلاستیزول‌ها به عنوان جوهر برای چاپ سیلک روی پارچه، استفاده می‌شود. پلاستیزول‌ها رایج‌ترین جوهرهایی هستند که برای چاپ طرح روی لباس و پارچه استفاده می‌شوند و به ویژه برای چاپ طراحی‌های مات روی پارچه‌های تیره، مفید هستند.
جوهرهای پلاستیزول محلول در آب نیستند. این جوهرها از ذرات PVC که در یک امولسیون پلاستیکی معلق هستند، تشکیل شده‌اند و حتی اگر برای مدت زمان طولانی روی صفحه باقی بمانند، خشک نمی‌شوند.
لباس‌هایی که با استفاده از این جوهر بر روی آن‌ها چاپ انجام می‌شود، بعد از چاپ نیاز به شسته‌شدن ندارند. جوهرهای پلاستیزول برای چاپ روی پارچه‌های رنگی توصیه می‌شوند.
در چاپ بر روی پارچه‌های سبک‌تر، پلاستیزول بسیار مات است و می‌تواند با مراقبت مناسب برای سال‌ها تصویر روشنی را حفظ کند.
جوهرهای پلاستیزول خشک نمی‌شوند، اما باید پایدار شوند از طریق فرایند به اصطلاح پخته شدن؛ که این فرایند را می‌توان با تقطیر ناگهانی یا با هر نوع فر و اجاقی انجام داد. اکثر پلاستیزول‌ها برای پایدار شدن کامل باید به دمای حدود ۱۸۰ درجه سانتیگراد (۳۵۰ فارنهایت) برسند.
پلاستیزول به جای نفوذ کردن در بافت الیاف، روی سطح پارچه می‌نشیند و بافتی برجسته و پلاستیکی به چاپ می‌دهد. جوهرهای دیگر می‌توانند بافتی از طرح ایجاد کنند که احساس نرم‌تر بودن به شما بدهند. همچنین پلاستیزول برای چاپ‌های با چگالی بالا (HD) استفاده می‌شوند. در این فرایند، چند لایه جوهر اعمال می‌شود که بین هر لایه یک مرحله پایدار کردن با پخته شدن وجود دارد.

### قالب‌گیری خمیری
پلاستیزول برای قالب‌گیری خمیری یا ریخته‌گری خمیری استفاده می‌شود، شکلی از ریخته‌گری چرخشی که روشی است که به کمک اینرسی به ریخته‌گری از قالب لاستیکی می‌پردازد. به‌طور معمول، یک قالب دیسک شکل در محور اصلی خود با سرعت تعیین شده چرخانده می‌شود. سپس مواد ریخته‌گری (معمولاً فلز مذاب یا پلاستیک ترموست مایع)، از طریق یک دهانه در قسمت بالای قالب ریخته می‌شود. سپس قالب پر شده به چرخیدن ادامه می‌دهد در حالی که فلز (یا پلاستیک ترموست) منجمد می‌شود. پیچیده‌تر از ریخته‌گری رزین ساده است، اما نسبت به قالب‌گیری تزریقی که گونه‌ای فرایند تولید قطعه است که در آن مواد مذاب تحت فشار به‌داخل قالب، تزریق می‌شوند. این سامانه برخلاف سامانه ریژه که مذاب تحت نیروی وزن خود به داخل قالب می‌رود، امکانات تولید قطعات محکم و بدون مک (Pinhole) می‌باشد. قالب‌گیری تزریقی بهترین راه تولید یک محصول پلاستیکی می‌باشد که برای اکثر محصولات پلاستیکی استفاده می‌شود، ارزان‌تر و ساده‌تر است. در این فرایند از قالب‌های فلزی‌ای که از پلاستیزول مایع پرشده‌اند، استفاده می‌شود. هنگامی که حفره‌های باز قالب پر می‌شوند، قالب‌ها روی یک سانتریفیوژ با سرعت بالا می‌چرخند تا وینیل مایع وارد جزئیات ریز سطح داخلی قالب شود. سپس قالب فلزی در یک محلول حرارت‌دهنده قرار داده می‌شود که معمولاً از نمک صنعتی‌ای که تا حدود ۲۰۴ درجه سلسیوس (۴۰۰ درجه فارنهایت) درجه سلسیوس (۴۰۰ درجه فارنهایت) گرم شده استفاده می‌شود. وینیل مایع برای چند ثانیه پخته می‌شود. سپس قالب فلزی از محلول حرارتی خارج شده و مایع باقی مانده به بیرون ریخته می‌شود. بر اساس این عمل یک لایه نازک از وینیل روی سطح داخلی قالب فلزی، باقی می‌ماند. سپس قالب مجدداً به مدت سه تا چهار دقیقه در محلول حرارتی قرار داده می‌شود تا به اصطلاح پخته شود. پس از پخت، قالب مجدداً از محلول حرارتی خارج شده و با آب خنک شده و دمای آن پایین می‌آید و روی یک قفسه قرار می‌گیرد. در زمانی که بخش وینیل روی قالب هنوز گرم است، بسیار منعطف است و می‌توان آن را با انبردست از قالب خارج کرد. وقتی قطعات خنک می‌شوند، سفت می‌شوند و آماده مونتاژ می‌شوند.
قالب‌های فلزی می‌توانند برای انواع نامحدودی از ریخته‌گری و لایه نشانی‌ها، استفاده شوند. این قالب‌ها مانند قالب‌های منعطف که برای ریخته‌گری رزین استفاده می‌شوند، به‌طور آسیب‌زننده‌ای از گرما تأثیر نمی‌پذیرند.
قالب‌های فلزی اجازه گروه‌بندی و اتصال چند بخش را در یک حفره از قالب و چندین حفره قالب در یک قالب را برای تولید سریع‌تر می‌دهند.

### تقویت کننده‌های موشک جامد
فرایند پلاستیزول می‌تواند برای اتصال پلیمر با عوامل فلزی یا شبه‌فلزی و یک عامل اکسنده مایع برای تشکیل موشک سوخت جامد استفاده شود.
برای مشتعل و خاموش کردن این ماده می‌توان از پالس الکتریکی استفاده کرد و با این قابلیت می‌توان به نیروی محرکه پالسی برای موشک رسید. با رسیدن فرکانس پالس قابل دسترس ۶۰ هرتز (۶۰ سیکل احتراق/خاموش در هر ثانیه)، نیروی محرکه این تقویت‌کننده‌ها به خوبی قابل کنترل می‌شوند. با وجود ابعاد کوچک، ایمنی و سادگی آنها به مورد قابل استفاده برای پیشرانه‌های سیستم کنترل واکنش (RCS) ماهواره کوچک مانند CubeSat تبدیل می‌کند.

### پلیمر رس
پلاستیزول پخته‌نشده به عنوان رس بسپار(" Fimo ")که نوعی خمیر مدل‌سازی سخت شونده است که بر اساس بسپار پلی‌وینیل‌کلراید (PVC) ساخته شده‌است. این ماده معمولاً فاقد مواد معدنی خاک رس است، اما مانند خاک معدنی مایعی را به ذرات خشک اضافه می‌کنند تا به خواص کاری ژِل‌مانند برسند و به‌طور مشابه آن را در فِر قرار می‌دهند تا سفت شود، از این رو نام محاوره‌ای آن به عنوان رس تعیین می‌شود. رُس بَسپار عموماً برای ساخت وسایل هنری و صنایع دستی استفاده می‌شود و همچنین در برنامه‌های تجاری برای ساخت قطعات تزئینی استفاده می‌شود. هنرهای ساخته شده از رُس بَسپار اکنون در موزه‌های بزرگ یافت می‌شوند. و انواع خمیر مجسمه‌سازی استفاده می‌شود.

### وسایل نقلیه جاده‌ای
از پلاستیزول به‌طور محدودی برای ماده استفاده شده برای ساخت وسایل نقلیه جاده‌ای استفاده شده‌است. مینی‌بوس Optare Bonito که در سال ۲۰۱۲ راه‌اندازی شد، اولین تبلیغ و نشان دادن استفاده همه‌گیر ساخت با پلاستیزول در یک وسیله نقلیه جاده‌ای بود، اما موفق نشد در هیج موردی به فروش برسد.
استفاده از پلاستیزول، کماکان تا سال ۲۰۱۹ برای استفاده در ساخت وسایل نقلیه جاده‌ای بسیار محدود بوده‌است.

### طعمه‌های ماهیگیری پلاستیکی نرم
از پلاستیزول در ساخت طعمه‌های ماهیگیری پلاستیکی نرم استفاده می‌شود. پلاستیزول مایع با رنگدانه‌های مختلف، پولک‌های درخشان و پودر ترکیب شده و سپس به قالب‌های آلومینیومی تزریق می‌شود و طعمه‌های نرمی را تشکیل می‌دهد که در صید گونه‌های مختلف ماهی مؤثر است.